# Santa Eulàlia de Timoneda
Santa Eulàlia de Timoneda és l'església romànica de Timoneda, entitat de població del municipi de Lladurs, a la comarca del Solsonès. És un monument protegit i inventariat dins el Patrimoni Arquitectònic Català

## Situació
Timoneda i la seva església es troben a la part central nord del terme de Lladurs, sobre una collada, a la carena de la Serra de la Móra. Al nord té l'obaga que cau bruscament als fondals de la Riera de Canalda i al sud s'estenen, en suau pendent, els boscos i rases de la solana del Torrent de Riart. El cementiri i l'antiga rectoria, adossada a ponent de l'església, complementen el conjunt de l'antiga parròquia.
Per anar-hi cal prendre la carretera asfaltada que surt, en direcció oest, del km. 12,7 de la LV-4241 de Solsona a Sant Llorenç de Morunys (42° 5′ 17″ N, 1° 30′ 53″ E / 42.08806°N,1.51472°E), poc abans de la masia de la Salada. La carretera passa per Timoneda als 4,7 km, i als 7,8 km. enllaça amb la LV-4011 de Solsona a Cambrils (42° 4′ 13″ N, 1° 26′ 54″ E / 42.07028°N,1.44833°E).

## Descripció

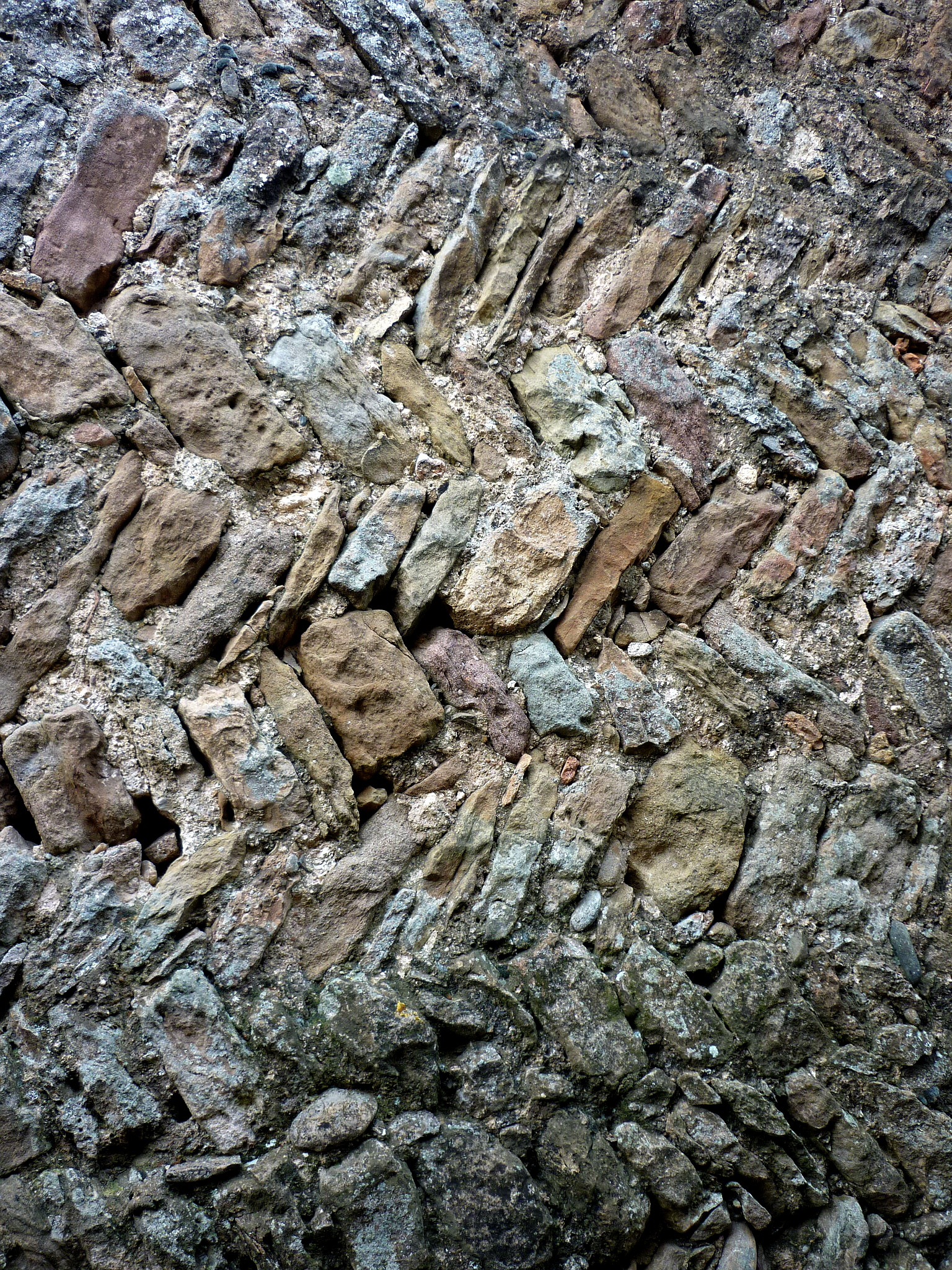
"opus spicatum"

Es tracta d'una construcció d'origen romànic, que ha sofert múltiples modificacions i ampliacions posteriors. L'edifici és d'una nau i absis quadrat cobert amb volta de canó amb una capella, a banda i banda, i la sagristia al costat de tramuntana. Hi ha una porta adovellada d'arc de mig punt al costat de migjorn, de l'any 1623, i la porta actual al frontis. No hi resta cap finestra romànica. Adossat al costat nord de l'església, hi ha el campanar quadrat de 2,15 x 3,40 metres, que és l'element més ben conservat de la construcció primitiva. Es tracta d'una torre de tres nivells d'obertures: el primer amb obertura allargassada d'una sola esqueixada, el segon amb finestres geminades amb columna cilíndrica i capitell mensuliforme decorat i l'últim, d'època moderna, amb obertura d'arc de mig punt. La coberta és a quatre vessants.

## Notícies històriques
Església documentada en l'Acta de Consagració i Dotació de la Catedral d'Urgell l'any 839, però d'aquesta època no en resta res. L'any 1131 fou cedida a la de Santa Maria de Solsona pel bisbe d'Urgell, Pere Berenguer.